# Pierpaolo Cristofori
Pierpaolo Cristofori (* 4. Januar 1956 in Rom) ist ein ehemaliger italienischer Pentathlet.

## Karriere
Cristofori trat bei drei Olympischen Spielen an. 1976 in Montreal erreichte er den 26. Rang im Einzel, mit der italienischen Mannschaft wurde er Sechster. Bei den Spielen 1980 in Moskau verbesserte er sich im Einzel auf Rang 17. Da er der einzige Starter aus Italien war, kam es zu keiner Teilnahme am Mannschaftswettbewerb. 1984 erzielte er in Los Angeles schließlich sein bestes Resultat im Einzel mit dem elften Platz. Mit der Mannschaft, zu der neben Cristofori noch Daniele Masala und Carlo Massullo gehörten, wurde er Olympiasieger.
Bei Weltmeisterschaften gelang ihm 1982 mit einem dritten Platz in der Mannschaftswertung seine einzige Podiumsplatzierung.
Cristofori ist von Beruf Polizist.